# Andrew Anderson
Pour les articles homonymes, voir Anderson.
Andrew Anderson est un footballeur international écossais né le 21 février 1909 à Airdrie (North Lanarkshire) en Écosse, où il est mort le 18 août 1991. Il jouait au poste d'arrière droit et a passé la totalité de sa carrière à Heart of Midlothian.

## Biographie

### Carrière en club
Il est le beau-frère de Jock White, qui a aussi joué à Heart of Midlothian et en équipe d'Écosse, quelques années avant lui, de Willie qui fut gardien de but pour Heart of Midlothian et Southampton, de Thomas qui évolua avec Motherwell et de James qui joua à Alloa Athletic.
Après sa carrière, il se reconvertit en tant que menuisier.

### Carrière internationale
Andrew Anderson reçoit 23 sélections en faveur de l'équipe d'Écosse. 
Il joue son premier match contre le Angleterre, à Hampden Park, le 1er avril 1933, pour une victoire 2-1, dans le British Home Championship. Il joue son dernier match pour une victoire 3-1 contre la Hongrie, le 7 décembre 1938, au Ibrox Stadium, en match amical. Il n'inscrit pas de but lors de ses 23 sélections.

## Palmarès
- Heart of Midlothian :
  - Vice-champion d'Écosse en 1937-38